# Нимр ел Нимр
Нимр ел Нимр (арап. نمر باقر النمر; Ел Авамија, 21. јун 1959 — Саудијска Арабија, 2. јануар 2016) био је ауторитативни шиитски шеик и вјерски проповедник из Саудијске Арабије, који је 2016. оптужен од стране државе за тероризам и осуђен на смртну казну.

## Биографија
Шеик је постао популаран унутар шиитске мањине у земљи, посебно у Источној провинцији Саудијске Арабије, као проповедник који би се у својим говорима и предавањима често окретао темама верске дискриминације и прогона шиита у овој краљевини. Нимр ел Нимр је имао брата по имену Мухамед. Година 2004. и 2006. био је накратко хапшен, а 2008. године, састао се са америчким дипломатама, након ког је истакнут његов брз раст утицаја на шиите и названа, чиме је Нимр ел Нимр постао друга водећа шиитска фигура у краљевству.

## Последице после смрти
3. јануар — Ирански демонстранти упали су рано ујутро у амбасаду Саудијске Арабије у Техерану, гневни што је Ријад погубио истакнутог шиитског свештеника Нимра ел Нимра.
- Саудијска Арабија прекинула дипломатске односе са Ираном након напада на саудијску амбасаду у Техерану.

4. јануар — Краљевина Бахреин одлучила је да прекине дипломатске односе са Ираном и позвала иранске дипломате да напусте земљу у року од 48 сати.
После Саудијске Арабије и Бахреина, дипломатске односе са Ираном прекинуо је и Судан, док су Уједињени Арапски Емирати одлучили да односе спусте на нижи ниво.
5. јануар — Кувајт повукао амбасадора из Ирана због напада на дипломатско представништво Саудијске Арабије.